# Sibara filifolia
Sibara filifolia là một loài thực vật có hoa trong họ Cải. Loài này được (Greene) Greene miêu tả khoa học đầu tiên năm 1896.